# Claus Daae
 Der er flere personer med dette navn, se Claus Daa.
Claus Nils Holtzrod Daae (20. december 1806 på Fana præstegård – 13. november 1896) var en norsk præst og stortingsmand.
Han var søn af sognepræst i Fana Iver Munthe Daae (1771–1849), blev student 1825 og cand. theol. 1828. I 1834 blev han udnævnt til sognepræst på Stord, 1861 ved Vor Frue Kirke i Trondhjem og 1865 ved Domkirken i Bergen. Samme år blev han udnævnt til stiftsprovst.
Daae mødte på Stortinget for Søndre Bergenhus Amt i 1848, og var ordfører på Stord 1839–52.